# Коппельпорт
Сдвоенные ворота (нидерл. Koppelpoort) — ворота средневековой постройки в голландском городе Амерсфорт. Их строительство завершилось около 1425 года. Коппелпорт — элегантный образец средневековой оборонительной архитектуры. Это совмещённый сухопутный и речной вход в замок, расположенный во второй стене оборонительного сооружения города Амерсфорт. Ворота были построены между 1380 и 1425 годами. Постройка самой стены была завершена примерно в 1450 году.
Ворота подвергались нападению в 1427 году во время осады города. Эта атака была отражена.
Ворота открывались и закрывались каждый день специально назначенными людьми (для приведения механизма открытия ворот в действие необходимо было крутить колесо, маршируя внутри него). Не менее двенадцати человек собирались охраной каждое утро и вечер для выполнения этой задачи. Это была очень опасная задача, так как если «открыватели» ворот не могли маршировать в колесе синхронно и один из них падал — он мог повлечь остальных за собой. Такие фатальные инциденты случались довольно часто. Прежде чем ворота могли быть опущены — необходимо было поднять их вверх до упора, чтобы можно было вынуть железные засовы, которые удерживали их. Только после этого можно было опустить ворота. В то время, когда ворота опускались, колесо начинало крутиться легче и быстрее, в результате чего, многие люди спотыкались и ломали себе конечности.
В период с 1969 по 1993 в воротах находился кукольный театр. Последняя реставрация ворот была завершена в 1996 году.